# Joseph Huet
Joseph Huet (ur. 30 września 1827 w Paryżu, zm. 23 lutego 1903 w La Vacherie) – francuski mammolog i taksydermista.
Standardową skróconą formą autora, używaną do wskazania przy cytowaniu nazw zoologicznych, jest Huet.

## Biografia
Joseph Huet urodził się w Paryżu 30 września 1827 roku. Był synem rytownika. W 1844 roku zatrudniony w paryskim Narodowym Muzeum Historii Naturalnej. W 1864 roku został zastępcą głównego taksydermisty w dziale ssaków, był też odpowiedzialny za zwierzęta trzymane w ogrodzie. Od 1876 roku jako asystent w dziale zoologii ssaków i ptaków. Zmarł 23 lutego 1903 w La Vacherie.

## Konotacje
Opublikował artykuły dotyczące takich gatunków, jak: wilkowór tasmański, łoś euroazjatycki, kob żółty (Kobus kob kob), świnia filipińska, wyjec płaszczowy. W 1880 roku Huet opublikował monografię Recherches sur les écureuils Africains. Systematyka zawdzięcza Huetowi opisanie takich gatunków, jak: świnia palawańska (Sus ahoenobarbus), złotokrecinek kongijski (Huetia leucorhina), ryjoskoczek somalijski (Galegeeska revoili), zaroślarka ochrowa (Paraxerus ochraceus), moczarek angolański (Pelomys campanae), fetornik palawański (Mydaus marchei).
Na cześć zoologa rodzaj ssaków z podrodziny złotokrecików nazwano – Huetia.